# René Matte (hockey sur glace)
Pour les articles homonymes, voir René Matte et Matte.
René Matte est un entraîneur de hockey sur glace né le 8 juin 1972 au Canada. Il est le frère jumeau de Louis Matte, entraîneur du Hockey Club La Chaux-de-Fonds.

## Clubs
Au cours de sa carrière d'entraîneur, Matte a tenu successivement les postes suivants :
- 2000-2002 : Remparts de Québec (entraîneur assistant)[1]
- 2002-2004 : Saguenéens de Chicoutimi (entraîneur-chef)[1]
- 2004-2006 : Cataractes de Shawinigan (entraîneur assistant)[1]
- 2006-2015 : HC Fribourg-Gottéron (entraîneur assistant puis entraîneur chef par intérim)[1],[4]